# Vojna druge koalicije
Druga koalicija (1798–1800) označuje drugo večje vojaško sodelovanje več evropskih držav v boju proti revolucionarnemu Francoskemu konzulatu.
Koalicijo so sestavljale Habsburška monarhija, Otomansko cesarstvo, Rusija in Velika Britanija.
Po Napoleonovi odpravi v Egipt in nezmožnosti vrnitve francoskih vojakov v domovino po pomorski bitki pri Abukirju so Franciji sovražne države ustanovile novo zavezništvo z Veliko Britanijo z namenom povrnitve ozemelj, ki so jih pred tem izgubile. Avstrija in Rusija sta osnovali novo vojsko za kampanje v Nemčiji in Italiji leta 1799. 

## 1799
V Italiji je ruski general Aleksander Suvorov dosegel serijo zmag, s katerimi je francosko vojsko pod poveljstvom Moreauja izrinil iz Padske nižine in ga prisilil k umiku v Francoske Alpe in na obalo okoli Genove. Kakorkoli že, ruska vojska je bila v Helvetski republiki (današnja Švica) poražena od generala Massene, tako da se je moral Suvorov na koncu umakniti iz političnih razlogov.
V Nemčiji je nadvojvoda Karl Avstrijski pregnal Francoze pod poveljstvom Jourdana nazaj čez Ren in dobil nekaj bitk v Švici. Zaradi tega je Jourdana zamenjal Massena.
Konec leta se je Napoleon brez vojske vrnil iz Egipta, z državnim udarom prevzel nadzor nad Francijo in reorganiziral francosko vojsko.

## 1800
Napoleon je osebno prevzel poveljstvo nad vojsko v Italiji in na koncu dosegel zmago nad avstrijsko vojsko, ki ji je poveljeval general Michael Melas, v bitki pri Marengu. S tem je prisilil Avstrijce k umiku v Alpe.
V Nemčiji je general Moreau porazil nadvojvodo Karla v bitki pri Hohenlindenu in ga prisili v premirje.
Februarja 1801 so Avstrijci podpisali mirovni sporazum v Lunévillu, s katerim so sprejeli francosko kontrolo nad Renom, francoskimi sestrskimi republikami v severni Italiji ter Batavsko republiko. S poznejšim mirovnim sporazumom med Francijo in Britanijo v Amiensu se je začelo najdaljše premirje v vojni med Francijo in Britanijo v Napoleonski dobi.